# Oskar Stein Bjørlykke
Oskar Stein Bjørlykke född 4 december 1939, är en norsk författare, lyriker, lärare och teolog. Han har ett allsidigt författarskap med romaner, noveller, dikter, bönböcker, andaktsamlingar och barnböcker. Bjørlykke har varit ordförande i föreningen Norske Barne- og Ungdomsbokforfattere.